# گاردار سواوارسون
گاردار سواوارسون (اسکاندیناوی قدیمی : [ˈɡɑrðˌɑrː ˈswɑwɑrsˌson] به نقل از ساگاها یک سوئدی بود که برای مدت کوتاهی در ایسلند اقامت داشت. وی پس از نادود دومین نورسی بود که توانست ایسلند را پیدا کند.

## زندگی‌نامه
او به عنوان یک وایکینگ سوئدی که دارای زمین‌هایی در شیلند (بزرگ‌ترین جزیره دانمارک) بود توصیف می‌شود. او با زنی از هبرید‌ها ازدواج کرد. در طول دهه ۸۶۰، او نیاز داشت تا ارث خود را از پدرشوهرش مطالبه کند. در طی یک سفر به این جزایر، او به سمت طوفان رفت و این طوفان کشتی او را به سمت شمال هل داد تا اینکه به سواحل شرقی ایسلند رسید. او جزیره را دور زد و اولین فرد شناخته شده‌ای شد که این کار را انجام داده و بنابراین مشخص کرد که خشکی یک جزیره است. او به ساحل اسکیالفندی رفت و در آنجا خانه ای برای خود ساخت و زمستان را در آنجا ماند. از آن زمان، این مکان واقع در شمال شرقی ایسلند هوساویک نامیده می‌شود.